# Butter bei die Fische
Butter bei die Fische (auch: Butter an die Fische) ist eine Redewendung in deutscher Sprache, die ursprünglich aus dem norddeutschen Raum stammt. Mit ihr wird der Angesprochene aufgefordert, zur Sache (also zum Wesentlichen) zu kommen. Im weiteren Sinne wird der Ausdruck genutzt, um Vollständigkeit einer Tätigkeit anzumahnen (im Sinne von „Mach keine halben Sachen“) oder eine vorab zu zahlende Vergütung („Erst Zahlung, dann Ware“).

## Herkunft
Traditionell wird in Norddeutschland gebratener oder gebackener Fisch mit Butter abgeschmeckt. Diese Butter wird erst kurz vor dem Essen auf den heißen Fisch gegeben, damit sie beim Servieren nicht bereits zerlaufen ist. Man kann also erst mit dem Essen des Fisches beginnen, wenn die Butter aufgelegt wurde. Im übertragenen Sinne fordert man mit der Redewendung auf, zur Sache zu kommen. Fehlte die Butter, war das Gericht unvollständig – es wäre dann nur eine halbe Sache.
Da Butter früher ein Luxusprodukt war, konnten sich viele deren Zugabe zum Fisch nicht leisten. Die Redewendung ist also auch als Aufforderung zu verstehen, nicht mit dem Wichtigsten zu sparen. Wer keine Butter zum Fisch anbot, der knauserte. „Hat he denn ok Butter bi de Fische?“ (oder in Abwandlungen wie: Hat dai ok bueter bi de fische?) war in Hansezeiten eine verbreitete Frage zur Zahlungsfähigkeit eines Kunden. Auch konnte die Aussage, jemand habe Butter bei den Fischen, bedeuten, dass er wohlhabend war oder gut lebte.
Später wurde die Redewendung auch in den Rheinischen Regiolekt übernommen.
Der Linguist Heinz Küpper datierte die Entstehung auf die Mitte des 19. Jahrhunderts.

## Grammatik
Der Satz Butter bei die Fische ist im Standarddeutschen grammatikalisch falsch. Ursprünglich hieß der norddeutsche Ausdruck „Butter bei de Fische haben“; im Plattdeutschen sind die Artikel „de“ und „dat“ gebräuchlich, die Sprache folgt einer eigenen Grammatik. Erst die sprachliche Anpassung an hochdeutsche Ausdrücke führte zu der fehlerhaften Formulierung, die trotzdem in den alltäglichen Sprachgebrauch übergegangen ist.
Im Rheinland wird noch heute der ursprüngliche Ausdruck Butter bei de Fische (auch mit Fisch in Singularform) verwendet. Umgangssprachliche oder dem Dialekt geschuldete Eigenheiten bestehen mitunter auch in anderen Regionen fort.

## Weitere Verwendung (Auswahl)
- Butter bei die Fische ist eine Videoreihe des SV Werder Bremen.[12]
- Butter bei die Fische: Wie das Meer in unsere Sprache floss. Sprichwörter und Redewendungen gesammelt und erklärt ist ein 2010 im Mareverlag erschienenes Buch von Rolf-Bernhard Essig, mit Illustrationen von Papan.
- Butter bei die Fische ist ein Lied von Versengold.[12]
- Slammin’ Salmon – Butter bei die Fische! ist eine US-amerikanische Filmkomödie